# Kalle Anka och draken
Kalle Anka och draken (engelska: Dragon Around) är en amerikansk animerad kortfilm med Kalle Anka från 1954.

## Handling
Piff och Puff ser någonting som de tror är en drake, men som visar sig bara vara Kalle Anka med en grävmaskin. Kalle förstår dock vad ekorrarna trott, och bestämmer sig för att spela med.

## Om filmen
Filmen har givits ut på VHS och DVD och finns dubbad till svenska.

## Rollista
- Clarence Nash – Kalle Anka
- James MacDonald – Piff
- Dessie Flynn – Puff[6]